# Abolfath Khan Zand
Abolfath Khan Zand (en persan : ابوالفتح خان زند ), né vers 1755 et mort en 1787, fut le troisième chah de la dynastie Zand. Il régna sur l'empire perse du 6 mars 1779 au 22 août 1779.

## Biographie
Karim Khan avant de mourir en 1779 avait prévu de nommer co-monarques d'Iran, le cadet Abolfath Khan, qui était aussi son beau-fils et Mohammad Ali Khan, l'aîné. Contrairement à son père, Abolfath était faible et paresseux, et n'ayant pas le courage de son père, se reposait sur son oncle, Zaki Khan, dont la corruption et le mauvais jugement politique était connus de tous. Les conseils et avis de Zaki Khan amenèrent l'anarchie dans les territoires de l'empire pendant les vingt années qui suivirent.
Après la mort de Karim Khan Zand, Agha Mohammad qui avait été retenu en otage - afin d'empêcher une guerre entre les tribus qadjares du Nord de l'Iran et le Zand - s'échappa et gagna le Mazandéran. Il prit la tête de sa tribu à Astrabad et déclara son indépendance du chah Zand. C'est alors que Zaki Khan Zand mit son neveu, Alimorad Khan, à la tête de l'armée persane afin d'aller se battre contre le seigneur Qadjar.
Zaki Khan donna le commandement de l'armée persane à Alimorad pour détruire les tribus qadjares dans le Nord, mais il trahit Abolfath Khan et le laissa sans défense dans la capitale pour qu'il se fasse tuer par Sadeq Khan. Alimorad s'empara ensuite d'Ispahan. Il leva de fortes taxes et faisait torturer et tuer ceux qui refusaient de payer. Finalement, le 14 mars 1781, il prit Chiraz et tua Mohammad Sadeq afin de s'asseoir sur le trône. Il régna ensuite jusqu'en 1785 quand il fut renversé par le fils de Mohammad Sadeq, Djafar Khan.
Le 19 juin 1779, Abolfath devint le seul maître de l'Iran, à la suite de la mort subite de Mohammad Ali Khan. Il lui fut ensuite notifié que le commandant de l'armée, Alimorad s'était rebellé contre lui et avait pris Ispahan. D'un autre côté, Zaki Khan Zand levait de fortes taxes et punissait de mort ceux qui refusaient de payer. Les gens d'Ispahan se rebellèrent et tuèrent Zaki Khan Zand. Le 22 août 1779, Mohammad Sadeq, frère de Karim Khan prit Chiraz et déposa Abolfath Khan après lui avoir arraché les yeux de ses orbites. Mohammad Sadeq se proclama alors chah de Perse. Abolfath Khan meurt en 1787 à l'âge de trente-deux ans.